# 44e groupe de reconnaissance de division d'infanterie
Le 44e groupe de reconnaissance de division d'infanterie (44e GRDI), ou 44e groupe de reconnaissance de région fortifiée (44e GRRF), est une unité de l'armée française créée en 1939 et rattachée à la région fortifiée de Metz. Elle a participé à la bataille de France lors de la Seconde Guerre mondiale.

## Historique
Il est mis sur pied à partir du 23 août 1939 par le centre mobilisateur de cavalerie no 6 et le 30e régiment de dragons. Il est rattaché à la région fortifiée de Metz. 
Il rejoint Téterchen fin août. Il est engagé dans des patrouilles et des accrochages sur la frontière avec la Sarre, près d'Ittersdorf. 
Le 20 novembre, il rejoint Metz puis en décembre relève le 45e groupe de reconnaissance sur les lignes devant la Ligne Maginot. Il alterne ensuite sur ces deux positions. Il stationne à Thionville du 1er mars 1940 au 13 mai. À l'attaque allemande, il rejoint Beyren face au Luxembourg. 
Le 13 juin 1940, il forme, avec le 45e GRRF et le 8e GRCA, un groupement sous les ordres du colonel Amoureux. Il stationne en alerte à Gussainville, Étain et Hennemont. Le 14 juin, il est engagé au Nord de Verdun et recule face aux Allemands. Il se déplace vers Senonville et Saint-Mihiel le lendemain. Il est encerclé dans la région de Toul sauf l'escadron de mitrailleuses et d'engins qui s'échappe le 19. Il est capturé à Blénod-lès-Toul à la suite d'un cessez-le-feu local. 

## Organisation
- EM et Peloton de Commandement : Chef d’escadrons de Vasselot de Régné
- Adjoint : Capitaine Ferrand
- EHR : ?
- Escadron hippomobile : Capitaine Trévelot
- Escadron motocycliste : Capitaine de Cuy
- Escadron de mitrailleuses et d'engins : Capitaine Dauchez
- 1 peloton de 3 automitrailleuses White TBC[2]